# شمراک (اکلاهما)
شمراک(به انگلیسی: Shamrock) شهری در ایالت اکلاهما کشور ایالات متحده آمریکا است که جمعیت آن در سرشماری سال ۲۰۱۰ میلادی، ۱۰۱ نفر بوده‌است.